# کاترین ساوارد
کاترین ساوارد (انگلیسی: Katerine Savard؛ زادهٔ ۲۶ مهٔ ۱۹۹۳) ورزشکار ورزش شنا اهل کانادا است.
وی در مسابقات کشوری و بین‌المللی در مجموع برندهٔ ۴ مدال طلا، ۴ مدال نقره و ۶ مدال برنز شده‌است.